# 뮤닉 리

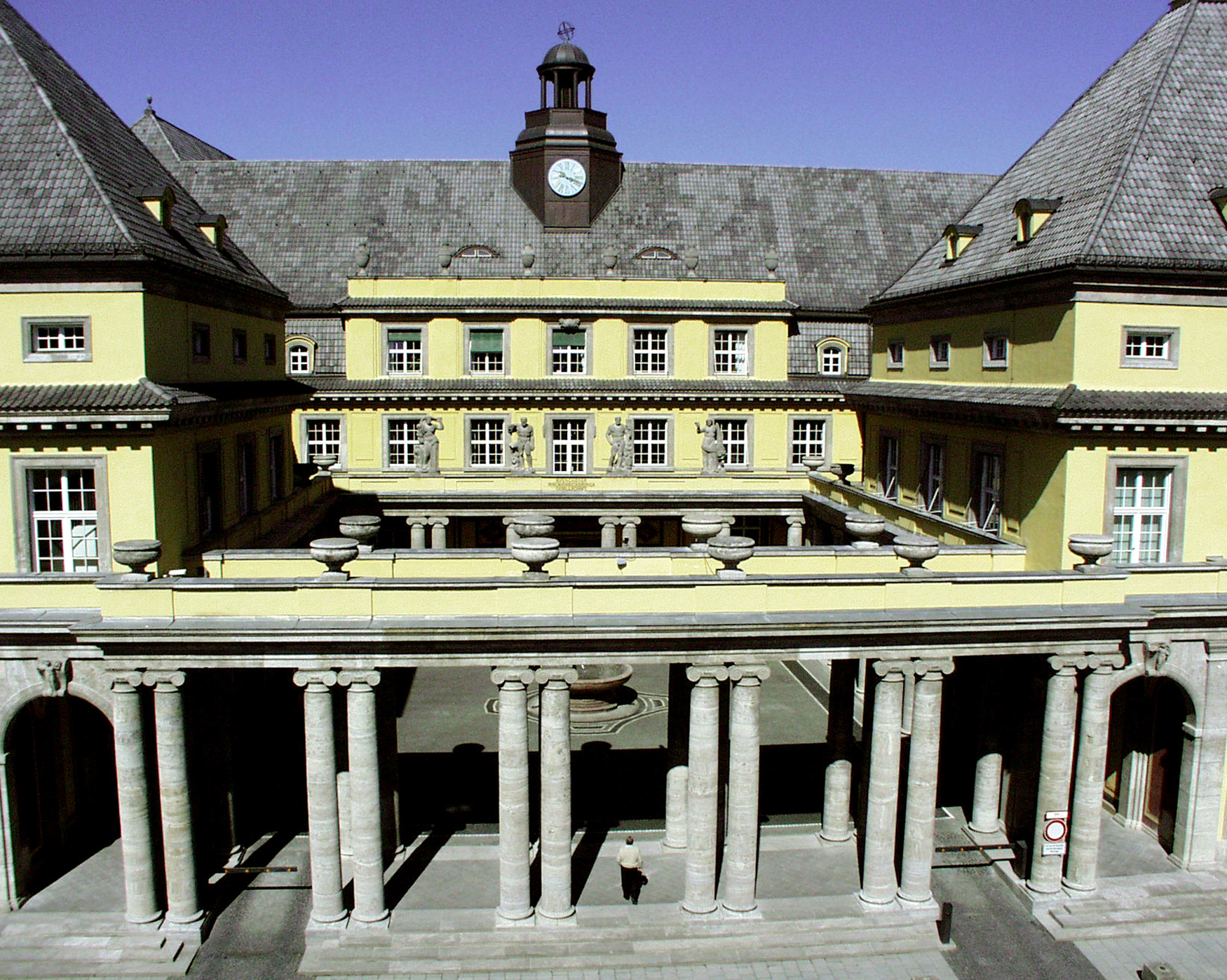

뮤닉 리(Munich Re, 독일어: Münchener Rück, 프랑크푸르트: MUV2)는 세계 제1위의 재보험사로 독일 뮌헨에 본사를 두고 있다. 뮌헨재보험으로 불린다.

## 경영 이념
국내 고객과의 우호적 관계유지와 최고의 서비스의 지속적인 제공을 통하여 국내 재보험 산업의 지속적 발전을 도모한다.

## 경영 방침
국내 보험 시장에서 쌓아 온 신뢰를 바탕으로 미래 지향적이고 수준 높은 전문적 서비스를 제공함으로써 고객과의 윈-윈 관계를 유지 및 발전시킨다.

## 연혁
- 1988년 12월 31일 - 뮌헨재보험㈜ 서울주재사무소 설치 허가
- 1999년 7월 1일 - Mr. Eckl 사무소장 취임
- 2001년 4월 1일 - Mr. Eckl 뮌헨재보험㈜ 한국지점장 취임
- 2001년 7월 28일 - 뮌헨재보험㈜ 한국지점 설립 허가
- 2001년 8월 1일 - 뮌헨재보험㈜ 서울주재사무소 폐쇄